# San José (Batangas)
San José es un municipio filipino de primera clase, perteneciente a la provincia de Batangas, en la isla de Luzón.

## Historia
El pueblo se fundó hacia 1768. Hacia mediados del siglo XIX, tenía contabilizada una población de 11 479 habitantes, repartidos en 1861 casas. Aparece descrito en el segundo volumen del Diccionario geográfico, estadístico, histórico de las Islas Filipinas (1851) de Manuel Buzeta Núñez y Felipe Bravo con las siguientes palabras:

JOSÉ (San): pueblo con cura y gobernadorcillo, en la isla de Luzon, prov. de Batangas, (de cuya cabecera dista unas 2 horas), dióc. del arz. de Manila; sit. en los 124° 45' 50" long., 13° 51' lat., en terreno montuoso, comprendido entre dos r. que se desprenden del monte llamado Macolot: el clima es templado y saludable. Este pueblo, fundado por los años de 1768, cuenta como unas 1,861 casas, en general de sencilla construccion, distinguiéndose la parroquial y la llamada tribunal, donde está la cárcel. Hay escuela de primreas letras dotada de los fondos de comunidad, y es frecuentada de muchos alumnos; la igl. parr. está bajo la advocacion de San José, y la sirve un cura regular. Dependen de esta parr. hasta 27 barrios, de los cuales el mas dist. está como á 2 horas de la igl. y convento matriz. Próximo á esta se halla el cementerio, capaz y ventilado. Comunícase este pueblo con sus inmediatos por medio de caminos regulares, y recibe de Batangas, cabecera de la prov., el correo semanal establecido en la isla. Estiéndese el term. por N. al mencionado monte Macalot, y confina por S. E. con el de Ibaan; por S. O. con el de Bauang; por O con el de Taal, y por E. N. E. con el del Rosario. En esta jurisd., hácia el nacimiento del riach. llamado Malquiug-Tubig, se encuentran masas enormes de piedra pomez, lavas piritas, que tienen alcaparrosa y otras que pulverizadas y mezcladas con el vidrio de las botellas, le hacen tomar en el fuego un color de porcelana. En el elevado monte Macolot hay mucha piedra granito y de que en el pais se llamada de china. El terreno en su mayor parte es montuoso, y en sus bosques se crian el ébano, el sibucao, el sándalo y otras muchas y preciosas maderas; hay búfalos, jabalies, venados, puerco-espines, monos, zorras, tórtolas, gallos, etc.; miel y cera. Hay escelentes pastos para la cria de ganados. En las tierras reducidas á cultivo se coge trigo en abundancia, arroz, café, maiz, cacao, algodon, añil, pimienta, abacá, lentejas, cebollas, otras varias legumbres y frutas. ind.: la cria de ganados vacuno, bufalar, caballar y de cerda; el beneficio del algodon y del añil, y cantidad considerable de tejidos de algodon y abacá. Hay fábricas de escelentes tintes, y aceite de ajonjolí, muchos artesanos. com.: esportacion del sobrante de sus producciones agrícolas y fabriles, é importancion de los géneros y artículos de que carecen. pobl. 11,479 alm., 2,320 trib., que ascienden á 23,200 rs. plata, equivalentes á 58,000 rs. vn.
(Buzeta y Bravo, 1851, pp. 125-126)

En 2020, tenía censados 79 868 habitantes.